# Стра
Стра̀ (на италиански и на венециански: Stra) е градче и община в Северна Италия, провинция Венеция, регион Венето. Разположено е на 9 m надморска височина. Населението на общината е 7680 души (към 2014 г.).